# Бриссонь
Бриссонь (фр. Brissogne) — коммуна в Италии, располагается в автономном регионе Валле-д’Аоста.
Население составляет 977 человек (2008 г.), плотность населения составляет 39 чел./км². Занимает площадь 25 км². Почтовый индекс — 11020. Телефонный код — 0165.
Покровительницей коммуны почитается святая Катерина Александрийская, празднование 25 ноября.

## Демография
Динамика населения:

## Галерея

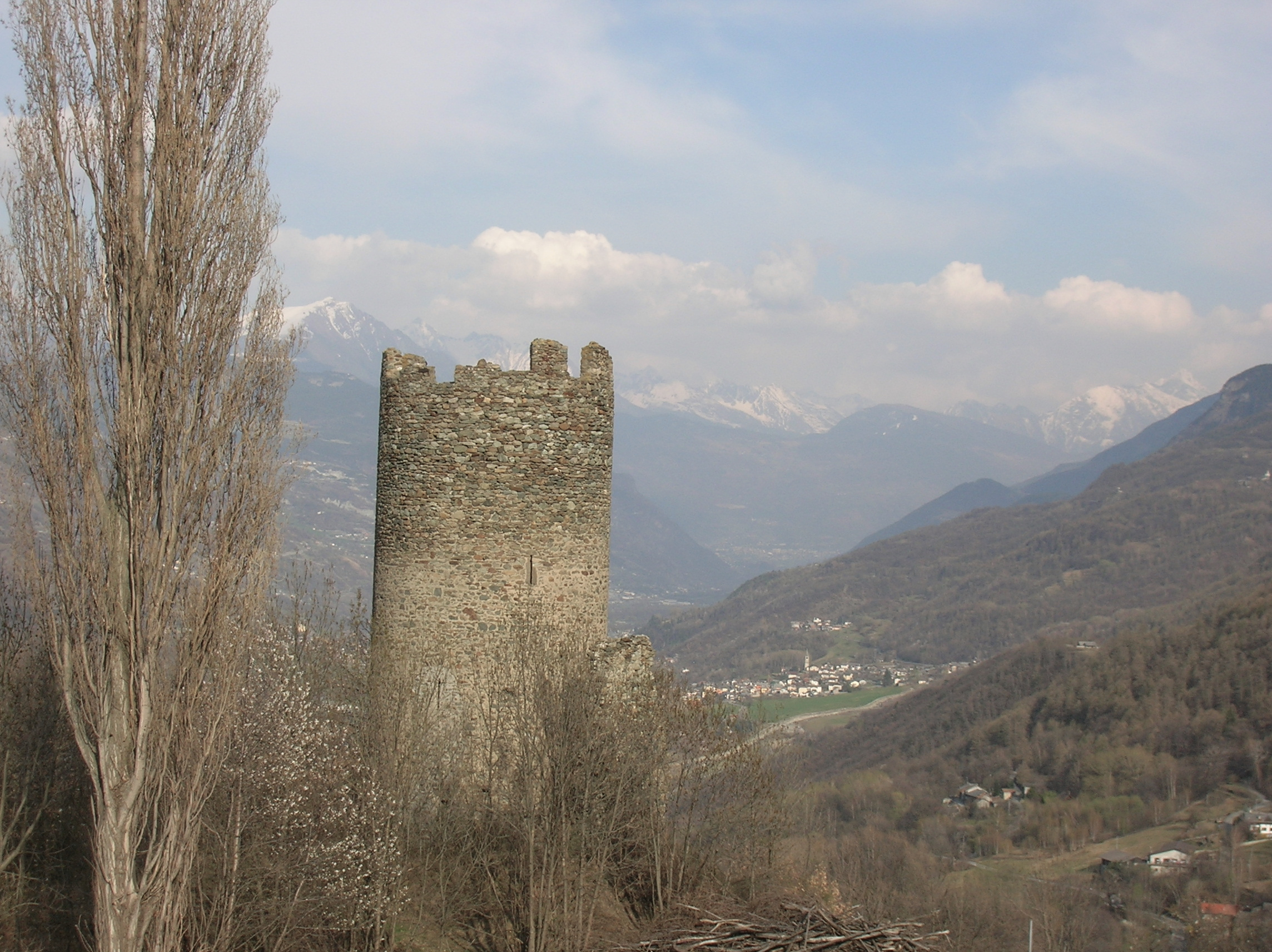
Замок Бриссонь[итал.].
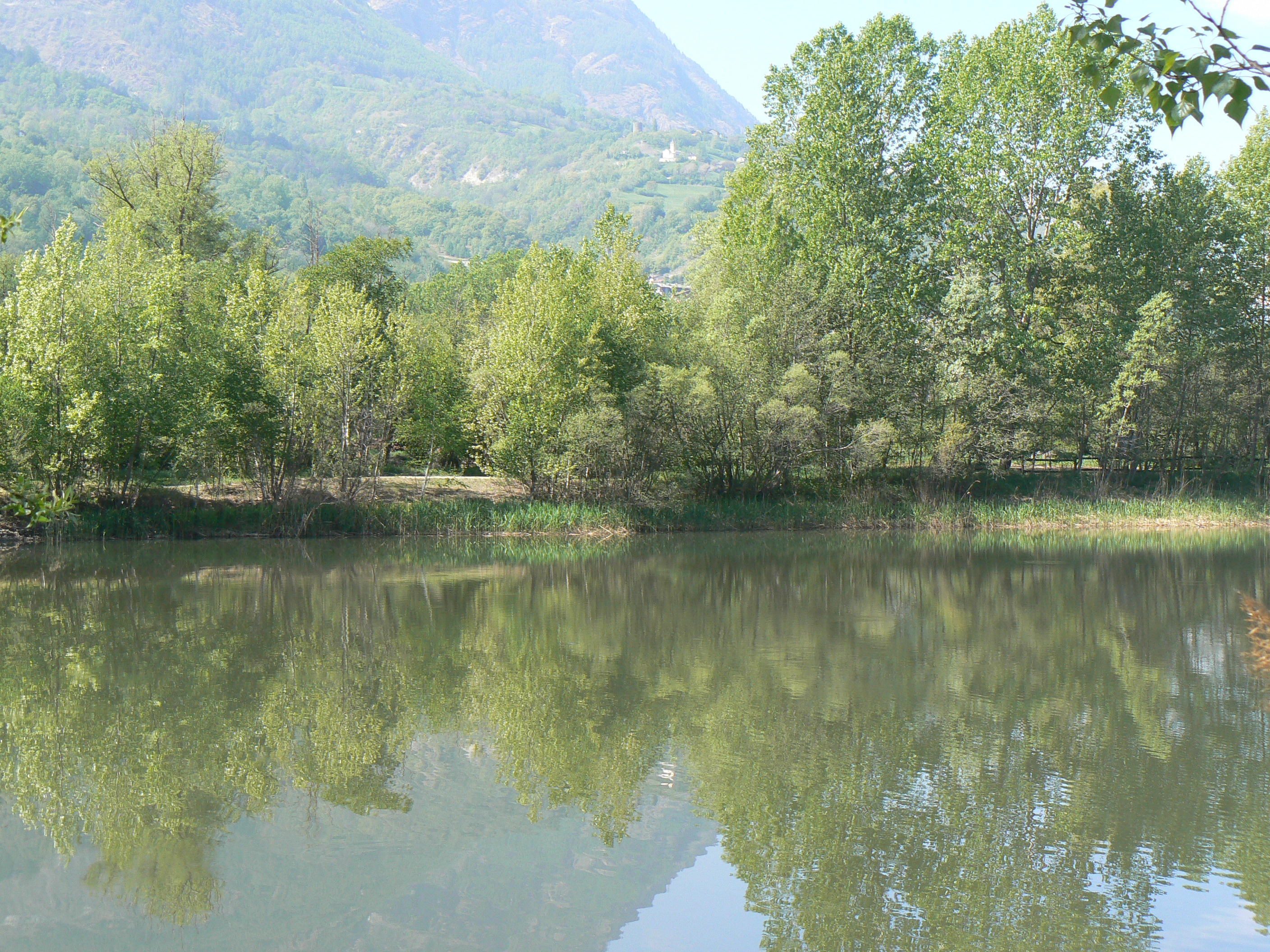
Заповедник фр. Les Îles.
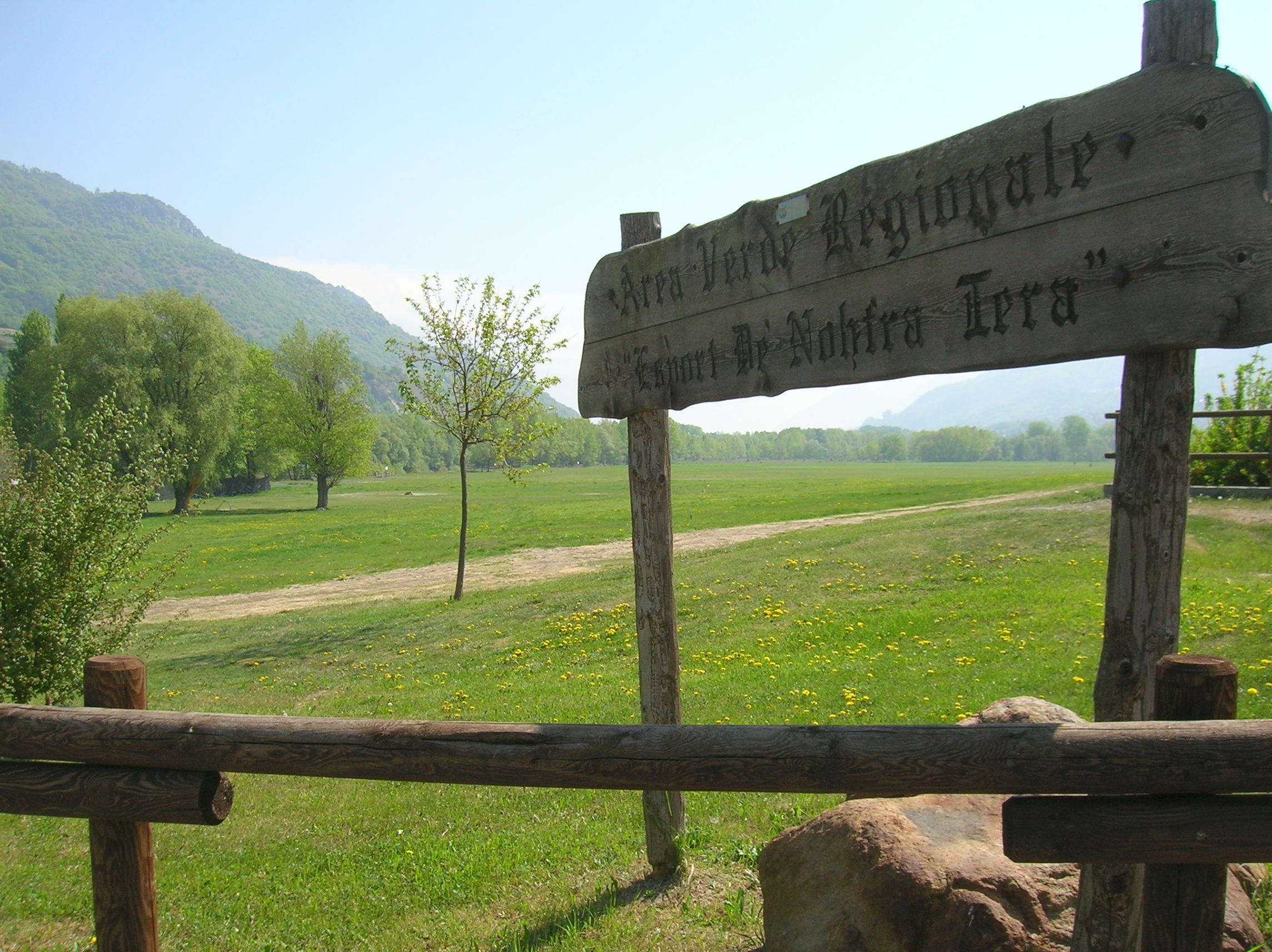
Зона для традиционных аостских видов спорта.
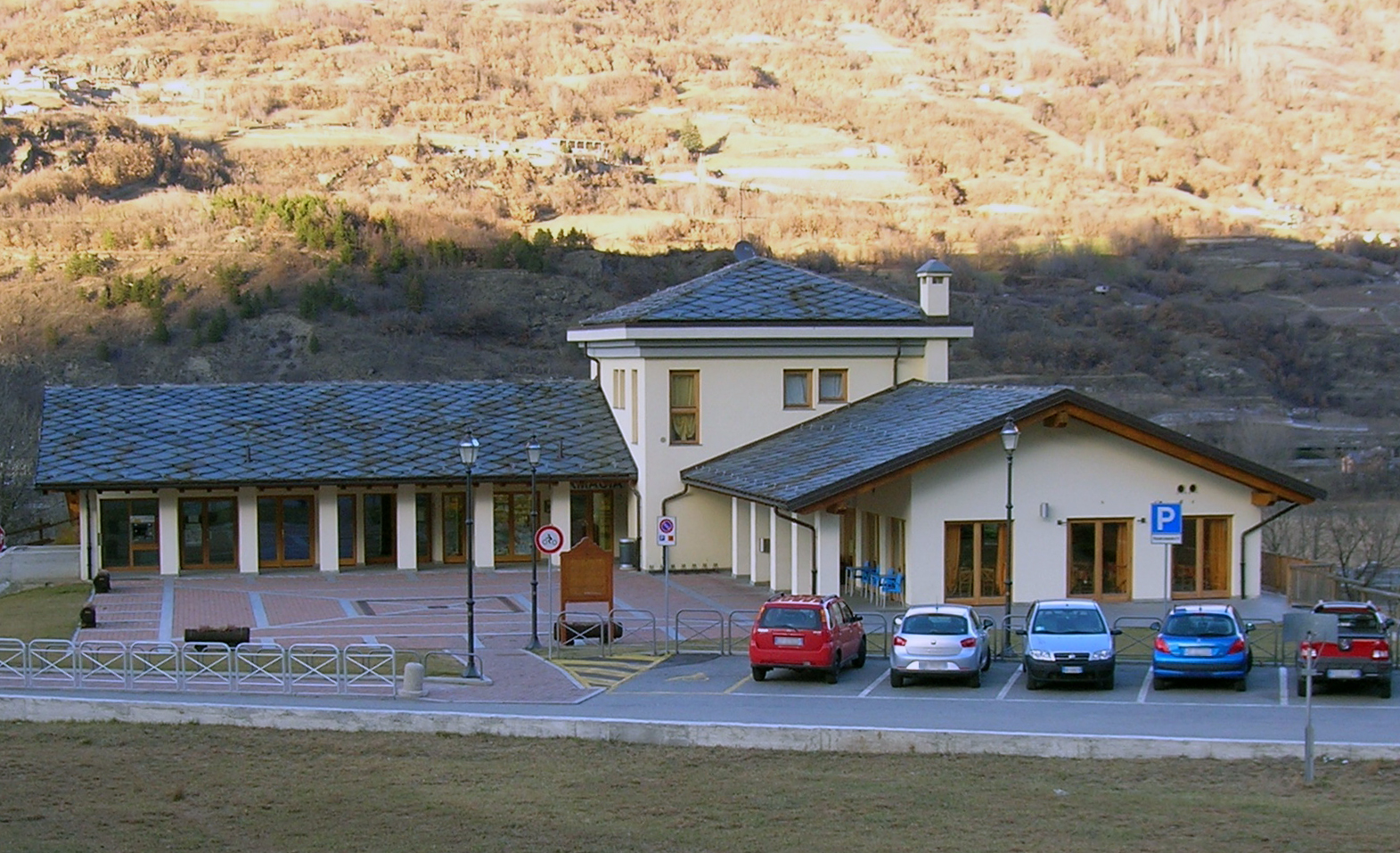
Центр событий Pâcou, в котором также помещается библиотека коммуны Бриссонь.
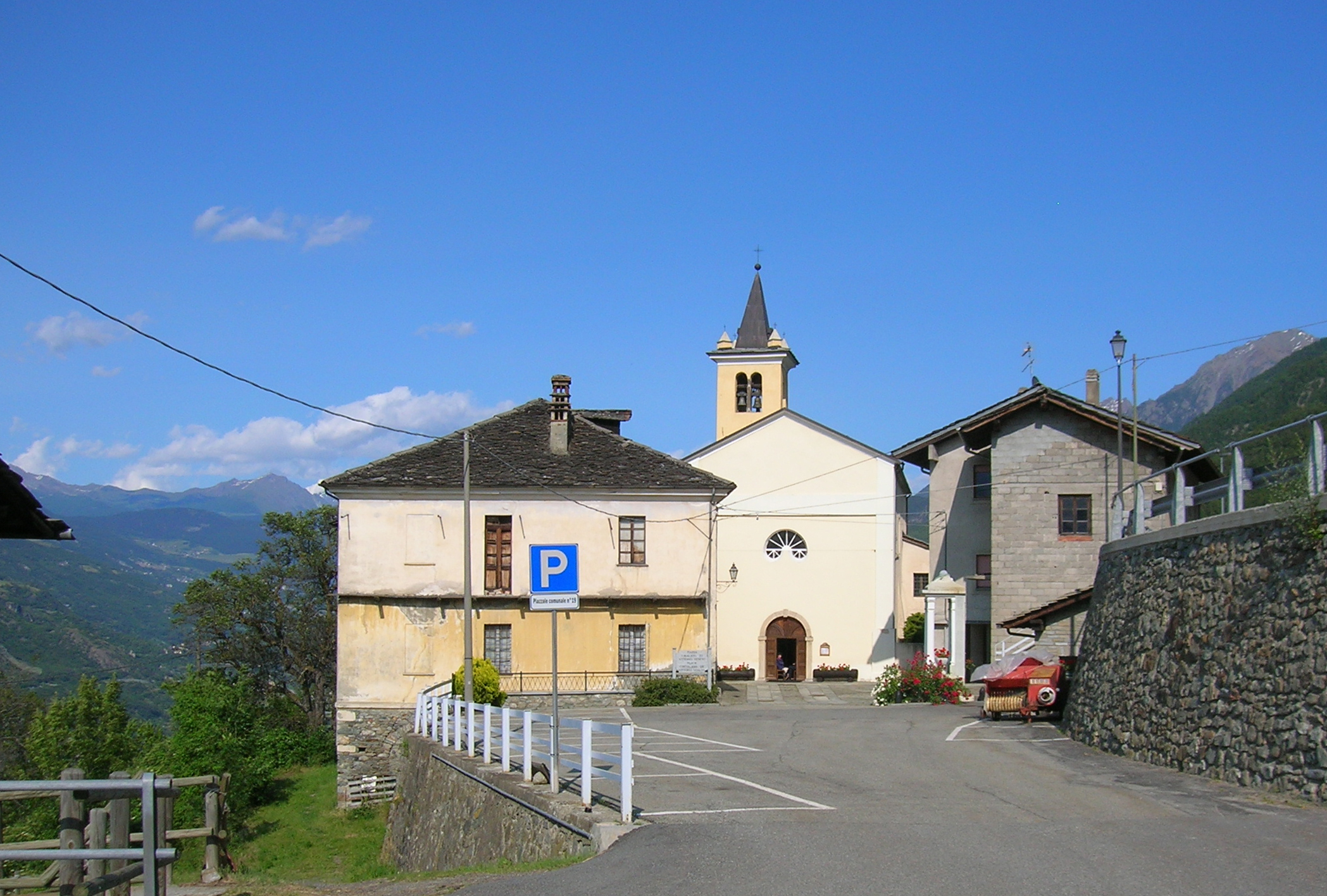
Деревня Прима (фр. Primaz): приходской храм святой Екатерины.